# Robert Felisiak
Robert Felisiak (* 11. října 1962 Vratislav, Polsko) je bývalý polský a německý sportovní šermíř, který se specializoval na šerm kordem. V roce 1988 s Mariuszem Strzałkou emigroval z Polska do Západního Německa. Na olympijských hrách startoval v roce 1992 a v soutěži jednotlivců obsadil deváté místo. V roce 1991 vybojoval druhé místo na mistrovství světa v soutěži jednotlivců. S německým družstvem kordistů získal v roce 1992 zlatou olympijskou medaili.